# Młynówka (dopływ Bystrzycy Dusznickiej)
Młynówka (niem. Mühl Flőssel) – potok w południowo-zachodniej Polsce, w Sudetach; lewy dopływ Bystrzycy Dusznickiej.
Potok źródła ma w miejscowości Zieleniec na wysokości 890-970  m n.p.m. a ujście na wysokości 705 m n.p.m.